# Campeonato de Tercera División 1953 (Argentina)
El Campeonato de Tercera de División 1953, conocido como Tercera de Ascenso 1953,  fue la quincuagésima tercera temporada de la Tercera División y la decimoséptima edición de la era profesional, y la tercera como cuarta categoría del fútbol argentino, por lo que se la considera como antecesora de la actual Primera D. 
Debido a la reestructuración planteada por la AFA, para los torneos de ascenso en 1950, se creó un cuarto nivel de competencia, que se denominó Tercera de Ascenso.
Del torneo jugado en 1953, participaron 7 equipos, que jugaron a cuatro ruedas todos contra todos, un total de 28 encuentros.
De los 10 equipos de 1952 no estaban Flandria que había ganado el torneo, y ascendió a la Segunda de Ascenso a Justo José de Urquiza, Brown de Adrogué y Acassuso. Se incorporó en esta temporada Macabi, que actuaba como local en la cancha de Atlanta.
El ganador del torneo fue Deportivo Riestra, que logró el ascenso a la Segunda de Ascenso, lugar que había perdido en 1950, cuando se realizó la reestructuración de los torneos de ascenso.

## Ascensos y afiliaciones
| Pos. | Equipos ascendidos a la Primera C 1953 |
| ---- | -------------------------------------- |
| 1.º  | Flandria                               |
| 2.º  | Justo José de Urquiza                  |
| 3.º  | Brown de Adrogué                       |
| 8.º  | Acassuso                               |

| Equipos afiliados |
| ----------------- |
| Macabi            |

- De esta manera, el número de participantes disminuyó a 7.

## Tabla de posiciones final
| Pos. | Equipo                  | Pts. | PJ | PG | PE | PP | GF | GC | Dif. |
| ---- | ----------------------- | ---- | -- | -- | -- | -- | -- | -- | ---- |
| 01.º | Deportivo Riestra       | 39   | 24 | 17 | 5  | 2  | 60 | 30 | 30   |
| 02.º | Juventud de Bernal      | 37   | 24 | 15 | 7  | 2  | 69 | 36 | 33   |
| 03.º | Central Argentino       | 25   | 24 | 10 | 5  | 9  | 56 | 51 | 5    |
| 04.º | Deportivo Morón         | 24   | 24 | 9  | 6  | 9  | 45 | 43 | 2    |
| 05.º | Macabi                  | 18   | 24 | 6  | 6  | 12 | 33 | 53 | −20  |
| 06.º | Arsenal de Llavallol    | 17   | 24 | 7  | 3  | 14 | 42 | 62 | −20  |
| 07.º | Deportivo San Justo (*) | 4    | 24 | 1  | 2  | 21 | 35 | 69 | −34  |

|  | Campeón y ascenso a la Segunda de Ascenso. |

(*) Se le descontaron 2 puntos a Deportivo San Justo, por lo que finalmente terminó con 2 puntos.

## Resultados
| Macabi                    | 2 - 4 | Arsenal de Llavallol | Don León Kolbowsky |
| Deportivo Riestra         | 1 - 2 | Central Argentino    | Villa Soldati      |
| Deportivo Morón           | 2 - 1 | Deportivo San Justo  | Morón              |
| Libre: Juventud de Bernal |       |                      |                    |

| Central Argentino        | 1 - 1 | Deportivo Morón    | San Martín |
| Deportivo San Justo      | 0 - 0 | Macabi             | San Justo  |
| Arsenal de Llavallol     | 0 - 6 | Juventud de Bernal | Llavallol  |
| Libre: Deportivo Riestra |       |                    |            |

| Juventud de Bernal          | 1 - 4 | Deportivo San Justo | Bernal             |
| Macabi                      | 3 - 1 | Central Argentino   | Don León Kolbowsky |
| Deportivo Morón             | 0 - 2 | Deportivo Riestra   | Morón              |
| Libre: Arsenal de Llavallol |       |                     |                    |

| Deportivo Riestra      | 1 - 1 | Macabi               | Villa Soldati |
| Central Argentino      | 2 - 2 | Juventud de Bernal   | San Martín    |
| Deportivo San Justo    | 6 - 2 | Arsenal de Llavallol | San Justo     |
| Libre: Deportivo Morón |       |                      |               |

| Arsenal de Llavallol       | 3 - 2 | Central Argentino | Llavallol          |
| Juventud de Bernal         | 6 - 5 | Deportivo Riestra | Bernal             |
| Macabi                     | 0 - 0 | Deportivo Morón   | Don León Kolbowsky |
| Libre: Deportivo San Justo |       |                   |                    |

| Deportivo Morón   | 1 - 1 | Juventud de Bernal   | Morón         |
| Deportivo Riestra | 5 - 1 | Arsenal de Llavallol | Villa Soldati |
| Central Argentino | 8 - 1 | Deportivo San Justo  | San Martín    |
| Libre: Macabi     |       |                      |               |

| Deportivo San Justo      | 0 - 2 | Deportivo Riestra | San Justo |
| Arsenal de Llavallol     | 1 - 2 | Deportivo Morón   | Llavallol |
| Juventud de Bernal       | 2 - 1 | Macabi            | Bernal    |
| Libre: Central Argentino |       |                   |           |

| Arsenal de Llavallol      | 1 - 2           | Macabi            | Llavallol  |
| Deportivo San Justo       | 3 - 1 ( 0 - 1 ) | Deportivo Morón   | San Justo  |
| Central Argentino         | 3 - 3           | Deportivo Riestra | San Martín |
| Libre: Juventud de Bernal |                 |                   |            |

| Deportivo Morón          | 5 - 0 | Central Argentino    | Morón              |
| Macabi                   | 0 - 0 | Deportivo San Justo  | Don León Kolbowsky |
| Juventud de Bernal       | 4 - 2 | Arsenal de Llavallol | Bernal             |
| Libre: Deportivo Riestra |       |                      |                    |

| Deportivo San Justo         | 2 - 2 | Juventud de Bernal | San Justo     |
| Central Argentino           | 3 - 0 | Macabi             | San Martín    |
| Deportivo Riestra           | 1 - 0 | Deportivo Morón    | Villa Soldati |
| Libre: Arsenal de Llavallol |       |                    |               |

| Macabi                      | 1 - 3 | Deportivo Riestra   | Don León Kolbowsky |
| Juventud de Bernal          | 3 - 0 | Central Argentino   | Bernal             |
| Arsenal de Llavallol        | 3 - 0 | Deportivo San Justo | Llavallol          |
| Libre: Arsenal de Llavallol |       |                     |                    |

| Central Argentino          | 4 - 1 | Arsenal de Llavallol | San Martín    |
| Deportivo Riestra          | 3 - 3 | Juventud de Bernal   | Villa Soldati |
| Deportivo Morón            | 3 - 2 | Macabi               | Morón         |
| Libre: Deportivo San Justo |       |                      |               |

| Juventud de Bernal   | 2 - 2 | Deportivo Morón   | Bernal    |
| Arsenal de Llavallol | 1 - 2 | Deportivo Riestra | Llavallol |
| Deportivo San Justo  | 3 - 0 | Central Argentino | San Justo |
| Libre: Macabi        |       |                   |           |

| Deportivo Riestra        | 4 - 3 | Deportivo San Justo  | Villa Soldati      |
| Deportivo Morón          | 1 - 0 | Arsenal de Llavallol | Morón              |
| Macabi                   | 0 - 2 | Juventud de Bernal   | Don León Kolbowsky |
| Libre: Central Argentino |       |                      |                    |

| Macabi                    | 2 - 2 | Arsenal de Llavallol | Don León Kolbowsky |
| Deportivo Riestra         | 3 - 1 | Central Argentino    | Villa Soldati      |
| Deportivo Morón           | 3 - 0 | Deportivo San Justo  | Morón              |
| Libre: Juventud de Bernal |       |                      |                    |

| Central Argentino        | 4 - 2 | Deportivo Morón    | San Martín |
| Deportivo San Justo      | 0 - 3 | Macabi             | San Justo  |
| Arsenal de Llavallol     | 0 - 2 | Juventud de Bernal | Llavallol  |
| Libre: Deportivo Riestra |       |                    |            |

| Juventud de Bernal          | 5 - 0 | Deportivo San Justo | Bernal             |
| Macabi                      | 1 - 2 | Central Argentino   | Don León Kolbowsky |
| Deportivo Morón             | 0 - 1 | Deportivo Riestra   | Morón              |
| Libre: Arsenal de Llavallol |       |                     |                    |

| Deportivo Riestra      | 2 - 2 | Macabi               | Villa Soldati |
| Central Argentino      | 1 - 1 | Juventud de Bernal   | San Martín    |
| Deportivo San Justo    | 0 - 3 | Arsenal de Llavallol | San Justo     |
| Libre: Deportivo Morón |       |                      |               |

| Arsenal de Llavallol       | 2 - 5 | Central Argentino | Llavallol          |
| Juventud de Bernal         | 1 - 2 | Deportivo Riestra | Bernal             |
| Macabi                     | 3 - 2 | Deportivo Morón   | Don León Kolbowsky |
| Libre: Deportivo San Justo |       |                   |                    |

| Deportivo Morón   | 2 - 3 | Juventud de Bernal   | Morón         |
| Deportivo Riestra | 3 - 1 | Arsenal de Llavallol | Villa Soldati |
| Central Argentino | 2 - 1 | Deportivo San Justo  | San Martín    |
| Libre: Macabi     |       |                      |               |

| Deportivo San Justo      | 0 - 1 | Deportivo Riestra | San Justo |
| Arsenal de Llavallol     | 2 - 1 | Deportivo Morón   | Llavallol |
| Juventud de Bernal       | 5 - 1 | Macabi            | Bernal    |
| Libre: Central Argentino |       |                   |           |

| Arsenal de Llavallol      | 1 - 1 | Macabi            | Llavallol  |
| Deportivo San Justo       | 2 - 5 | Deportivo Morón   | San Justo  |
| Central Argentino         | 0 - 2 | Deportivo Riestra | San Martín |
| Libre: Juventud de Bernal |       |                   |            |

| Deportivo Morón          | 3 - 3 | Central Argentino    | Morón              |
| Macabi                   | 5 - 4 | Deportivo San Justo  | Don León Kolbowsky |
| Juventud de Bernal       | 1 - 2 | Arsenal de Llavallol | Bernal             |
| Libre: Deportivo Riestra |       |                      |                    |

| Deportivo San Justo         | 2 - 3 | Juventud de Bernal | San Justo     |
| Central Argentino           | 1 - 0 | Macabi             | San Martín    |
| Deportivo Riestra           | 3 - 0 | Deportivo Morón    | Villa Soldati |
| Libre: Arsenal de Llavallol |       |                    |               |

| Macabi                 | 2 - 4 | Deportivo Riestra   | Don León Kolbowsky |
| Juventud de Bernal     | 3 - 1 | Central Argentino   | Bernal             |
| Arsenal de Llavallol   | 6 - 0 | Deportivo San Justo | Llavallol          |
| Libre: Deportivo Morón |       |                     |                    |

| Central Argentino          | 5 - 1 | Arsenal de Llavallol | San Martín    |
| Deportivo Riestra          | 1 - 1 | Juventud de Bernal   | Villa Soldati |
| Deportivo Morón            | 5 - 1 | Macabi               | Morón         |
| Libre: Deportivo San Justo |       |                      |               |

| Juventud de Bernal   | 5 - 2 | Deportivo Morón   | Bernal    |
| Arsenal de Llavallol | 1 - 4 | Deportivo Riestra | Llavallol |
| Deportivo San Justo  | 3 - 6 | Central Argentino | San Justo |
| Libre: Macabi        |       |                   |           |

| Deportivo Riestra        | 2 - 0 | Deportivo San Justo  | Villa Soldati      |
| Deportivo Morón          | 2 - 2 | Arsenal de Llavallol | Morón              |
| Macabi                   | 0 - 5 | Juventud de Bernal   | Don León Kolbowsky |
| Libre: Central Argentino |       |                      |                    |